# Čukčagirské jezero
Čukčagirské jezero (rusky Чукчагирское озеро) je jezero v povodí řeky Amguň (levý přítok Amuru v Chabarovském kraji v Rusku. Má rozlohu 366 km². Průměrně je hluboké 2 m a dosahuje maximální hloubky 6 m.

## Pobřeží
Pobřeží je velmi členité, na severu nízké a bažinaté. Ostrovy Godbaňki a Džalu rozdělují jezero na tři části.

## Vodní režim
Z jezera odtéká řeka Oldžikan (přítok řeky Amguň). Zdroj vody je sněhový, dešťový a podzemní. Zamrzá na konci října až na začátku listopadu rozmrzá v květnu.